# Mozambique van A tot Z

Locatie van Mozambique

## A
Abel Xavier

## B
Beira (stad) - Buzi (rivier)

## C
Cabo Delgado - Cahora Bassa - Capulana - Joaquim Chissano - Clube Ferroviário de Maputo - COREMO

## D
Afonso Dhlakama - Luísa Dias Diogo

## E
Eusébio da Silva Ferreira

## F
FRELIMO

## G
Armando Guebuza

## I
Islamitische rebellie in Mozambique - ISO 3166-2:MZ

## L
Limpopo (rivier) - Lijst van staatshoofden en premiers van Mozambique

## M
Samora Machel - Malawi - Malawimeer - Maputo (stad) - Maputobaai - Metical - Eduardo Mondlane - Moçambola - Mozal - Mozambikaans voetbalelftal - Mozambique

## P
Pátria Amada - Pemba (Mozambique) - Portugees - Provincies van Mozambique

## Q
Quirimbas

## R
RENAMO

## S
Swahili - Swaziland

## T
Tanzania- Dimitri Tsafendas

## U
UDE-NAMO

## V
Vasco da Gama - Viva, Viva a FRELIMO - Vlag van Mozambique

## Z
Zambezi - Zambia - Zimbabwe - Zuid-Afrika